# Santa Cruz de Mudela (stacja kolejowa)
Santa Cruz de Mudela (hiszp. Estación de Santa Cruz de Mudela) – stacja kolejowa w miejscowości Santa Cruz de Mudela, w prowincji Ciudad Real, we wspólnocie autonomicznej Kastylia-La Mancha, w Hiszpanii. Obsługiwana jest przez połączenia średniego i długiego dystansu Renfe.

## Położenie stacji
Znajduje się na Alcázar de San Juan – Kadyks w km 239, na wysokości 729 m n.p.m., między stacjami Valdepeñas i Almuradiel-Viso del Marques.

## Historia
Stacja została otwarta 21 kwietnia 1862 przez Compañía de los Ferrocarriles de Madrid a Zaragoza y Alicante (MZA) wraz z odcinkiem Manzanares-Santa Cruz de Mudela. W 1941 roku w wyniku nacjonalizacji kolei w Hiszpanii stacja stała się częścią RENFE.
Od 31 grudnia 2004 infrastrukturą kolejową zarządza Adif.

## Linie kolejowe
- Alcázar de San Juan – Kadyks

## Połączenia
| Linia MD | Pociągi | Z/Do   |  | Do/Z |
| -------- | ------- | ------ |  | ---- |
| 58       | MD      | Madrid |  | Jaén |